# FTTX

FTTX (Fiber-to-the x) – szerokopasmowy system telekomunikacyjny, oferujący takie usługi jak:
- szerokopasmowy dostęp do internetu
- usługi telefoniczne
- telewizja

Medium transmisyjnym są kable światłowodowe. Usługa kierowana jest zarówno do małych, średnich firm jak i do użytkowników domowych. FTTX nie jest nową technologią, jej odmiana FTTH dla użytkownika domowego była dostępna już w latach 90. XX wieku. 

## Rodzaje architektury FTTX
- Fiber-to-the-Node/Neighborhood (FTTN)
- Fiber-to-the-Exchange (FTTEx)
- Fiber-to-the-Cabinet (FTTCab)
- Fiber-to-the-Curb (FTTC)
- Fiber-to-the-Building (FTTB)
- Fiber-to-the-Home (FTTH)
- Fiber-to-the-Premise (FTTP)
- Fiber-to-the-Desktop (FTTD)